# Mantoúdi
Mantoúdi (grec moderne : Μαντούδι) est une petite ville du dème de Mantoúdi-Límni-Agía Ánna, sur l'île d'Eubée, en Grèce.
Selon le recensement de 2011, la population du village s'élève à 1 787 habitants.